# カトリック正義と平和協議会
カトリック正義と平和協議会（カトリックせいぎとへいわきょうぎかい）は、日本のカトリック教会の組織。略称は正平協。なお、本記事においては同組織を正平協として言及する。

## 概要
1967年、ローマで教皇パウロ6世が教皇庁に「正義と平和評議会」を設立し、同様の組織を作るよう世界中の司教協議会に呼びかけた。これを受けて、日本でも1970年、正平協の前身となる「正義と平和司教委員会」が正式に司教委員会として承認された。
正平協はカトリック中央協議会の組織であり、また、日本の16教区の各代表である司教で構成された、「日本カトリック司教協議会」によって設置された委員会として活動している。さらに、全国を16地区に分けた各教区では、教区または、それを代表する司教の直属委員会であったり、社会活動組織という位置づけで、同様の組織が活動している。東京大司教区では社会福祉部門の委員会とされ、その正式名称は「カトリック東京教区正義と平和委員会」と呼ぶ。
1975年には第1回全国会議が東京で開催された。全国集会は、その後も年1回開催されている。

## 活動・主張

### 靖国神社
正平協は、「カトリック教会が心ならずも靖国神社参拝を儀礼として容認したことは軍国主義下の過去の過ちであり、カトリック教会は目前に迫っている同様の過ちを繰り返してはならない、そして植民地支配と侵略行為についての反省を明記し、天皇中心の国家体制が戦争を起こした過去の誤りを繰り返さないためにも、政教分離原則は守らなければならない」としている。また、日本国の首相による靖国神社参拝を「政教分離に反する」と解釈している。
この件に関して、日本カトリック司教団は公文書で日本国首相による靖国神社参拝に対して抗議声明を発表し、また憲法20条の信教の自由と政教分離については、現在の条文の堅持を求めている。また同様に、1936年に祖国に対する信者のつとめの指針において靖国神社の参拝を許容したことについて、戦後に日本国憲法が制定されたこと、国家神道が解体され靖国神社が一宗教法人になったこと、教会も第二バチカン公会議を経たことなどから、当時の指針をそのまま現在に当てはめることはできないとの考えを表明している。

### 核兵器
正平協は、核兵器に対してその保有が自国を守る最大の武器だという考えを、「誤った論理」であると主張し、世界各国の指導者には、世界からあらゆる核兵器を無くすために、今後いかなる国も核開発をしないことと、すでに保有している国々が歩調をあわせて核の完全廃絶に向けて歩みだすよう、求めている。また、2006年10月9日の北朝鮮による核実験の際にも、実験に抗議するとともに、同国に核兵器の完全放棄を求める声明を2006年11月1日付で表明している。

### 教育基本法
正平協は、政府および自由民主党が2006年から2007年にかけて取り組んだ教育基本法改正について、
- 「人格の完成」をめざす教育から「国策に従う人間」をつくる教育への逆戻り
- 格差の再生産・社会の差別的な構造・社会階層の固定化の助長

であるとの考えから、これを懸念する声明を2006年11月2日付で表明した。
この件について、日本カトリック司教団からも、同日付の公文書において、同様の考えが表明されている。

### 死刑
死刑反対を掲げている。神奈川県大和市で主婦2人を殺害して、金品を奪うなどした死刑囚と福岡県内で女性3人を強盗殺人した死刑囚に対し、2019年に死刑が執行された際、正平協は「尊いいのちが国家の手によって奪われたことに対して強く抗議します」と公式声明を出している。

### 聖職者の性暴力問題
聖職者の性暴力問題については、日本軍「慰安婦」制度が処罰されてこなかったことと同一線上にあるものと主張し、その解決をするため、日本政府に対して、慰安婦補問題を「本質的に国家が認めた強姦と奴隷化」であったことを認めること、慰安婦問題日韓合意の撤廃および慰安婦像への不干渉、永続的な慰安婦への謝罪などを求めた。

## 批判
カトリック中央協議会の組織である「日本カトリック司教協議会」によって設置された委員会に対しては、教会内外からは様々な批判も存在する。その主なものは、正平協の活動の中で政治的に意見が分かれる問題への態度や対応に対するものである。一方でカトリック教会には様々な政治的意見を持つ信徒（信者）が所属していることから、政治的に意見が分かれることに関しては信徒の全てがこの組織の意向に賛同しているわけではなく、個々人の政治的信条が正平協の主張内容と一致する訳では無い。また、信徒の中には、この協議会の活動内容が左傾化していると考え、そのことを問題視している者もあり、そうした信徒による組織も存在する。2000年12月に、日本赤軍最高幹部の重信房子の関係先を家宅捜索し多くの資料を押収捜査への抗議「呼び掛け人」7団体と4個人の中に名を連ねたことに批判がある。